# Zeche Iduna
Die Zeche Iduna ist ein ehemaliges Steinkohlenbergwerk im Bochumer Stadtteil Weitmar. Obwohl die erste Mutung bereits im 18. Jahrhundert eingelegt worden war, wurde die Zeche erst in der Mitte des 19. Jahrhunderts in Betrieb genommen. Das Bergwerk gehörte zum Märkischen Bergamtsbezirk und dort zum Geschworenenrevier Bochum. Der Name der Zeche wird vermutlich von der nordischen Göttin Iduna abgeleitet.

## Geschichte

### Die Anfänge
Im Jahr 1797 wurde die Mutung für das Grubenfeld Cramer beim Bergamt eingelegt. Im Jahr 1823 wurde die Mutung für das Feld Augusta eingelegt. Am 3. September des Jahres 1838 wurde ein Längenfeld verliehen. Am 1. Juni des Jahres 1842 wurde die Zeche Iduna in Betrieb genommen. Im selben Jahr wurde 2,5 Kilometer südwestlich der Stadtmitte damit begonnen, den Oberstollen anzulegen. Die Auffahrung des Oberstollens erfolgte zunächst 90 Meter querschlägig, anschließend 700 Meter streichend im Flöz in Richtung Westen. Außerdem wurde ein seigerer Schacht mit einer Teufe von zwölf Metern geteuft. Im darauffolgenden Jahr wurde mit dem Abbau begonnen. Es wurden zwei Flöze in Verhieb genommen. Eines der Flöze hatte eine Mächtigkeit von 40 Zoll, das andere Flöz war 22 Zoll mächtig. Am 16. August des Jahres 1846 wurde das Längenfeld Iduna in ein Geviertfeld umgewandelt. Das Geviertfeld hatte eine Fläche von 0,9 km2. Im Jahr 1847 wurde 260 Meter westlich des Iduna-Oberstollens ein Querschlag aufgefahren. Der Querschlag wurde in südlicher Richtung aufgefahren und erreichte eine Länge von 377 Metern. Im Jahr 1855 wurde im tonnlägigen Schacht Nr. 2 mit der Förderung begonnen. Der Schacht hatte eine flache Teufe von 25 Lachter und war mit einem Haspel ausgerüstet. Im Jahr 1857 wurde der Abbau oberhalb der Stollensohle eingestellt und die Zeche in Fristen gelegt. Der Schacht wurde verfüllt und der Stollen verbrach im Laufe der Zeit.

### Die weiteren Jahre
Im Jahr 1863 wurde die Zeche wieder in Betrieb genommen und gleichzeitig wurde zum Tiefbau übergegangen. Für den Tiefbau wurde in der Nähe der heutigen Kohlenstraße ein tonnlägiger Förderschacht geteuft. 20 Meter neben dem Förderschacht wurde ein Schacht mit getrenntem Fahrtrum und Wasserhaltungstrum angesetzt. Die Stollensohle lag bei einer flachen Teufe von 27 Lachter.  Im selben Jahr wurden mehrere Örter angesetzt, die Örter wurden bei 24, 29, und 34 Lachter angesetzt. Aufgrund von ständiger Zahlung von Zubußen wechselten mehrfach die Bergwerksbesitzer. Die Berechtsame bestand aus einem Geviertfeld, der Abbau erfolgte im Stollenbau. Im Jahr 1864 wurde der verbrochene Stollen aufgewältigt, die Arbeiten waren erforderlich geworden, um das angesammelte Grubenwasser abzuleiten. Im selben Jahr wurde mit dem Abbau im Tiefbau begonnen. Im Jahr 1865 wurde der tonnlägige Tiefbauschacht, der im Hauptflöz des Südflügels mit einem Fallen von 66 Gon abgeteuft wurde, bis auf eine Teufe von 50 Lachter geteuft. Im selben Jahr wurde im Schacht bei einer flachen Teufe von 85 Metern die 1. Sohle angesetzt. Außerdem wurde die für die Wasserhaltung genutzte Dampfstrahlpumpe außer Betrieb genommen und durch eine rotierende Saug- und Hubpumpe ersetzt. Durch die Umstellung auf die neue Pumpe konnte die Temperatur im Schacht gesenkt werden. Im Jahr 1870 wurde der flache Förderschacht auf 15 Lachter unter die erste Sohle geteuft. Bei einer flachen Teufe von 136 Metern wurde die 2. Sohle angesetzt. Im selben Jahr wurde die 3. Sohle bei einer flachen Teufe von 156 Metern angesetzt. Im Jahr 1873 wurde begonnen, neben dem tonnlägigen Schacht einen seigeren Schacht abzuteufen. Der Schachtansatzpunkt des seigeren Schachtes lag östlich der Kohlenstraße, die Stollensohle lag in diesem Schacht bei einer Teufe von 21 Metern (+76 Meter NN). Im Jahr 1874 wurde im seigeren Schacht bei einer Teufe von 69 Metern (+28 Meter NN) die 1. Sohle und bei einer Teufe von 126 Metern (−29 Meter NN) die 2. Sohle angesetzt. Im Jahr 1875 wurde ein tonnlägiger Wetterschacht bis in das Flöz Hauptflöz geteuft.

### Die letzten Jahre
Im Jahr 1876 wurde im seigeren Schacht mit der Förderung begonnen, der tonnlägige Schacht wurde abgeworfen und verfüllt. Im Jahr 1879 wurde der Wetterschacht verfüllt. Im Jahr 1880 wurde auf der 3. Sohle Abbau betrieben. Im Jahr 1881 wurde nur noch für den Eigenbedarf abgebaut und die Grubenwässer kurzgehalten. Im darauffolgenden Jahr ging die Zeche Iduna in Konkurs und wurde durch die Zeche Friederica erworben. Im Jahr 1883 kam es zu einem nochmaligen Förderanstieg und damit verbundenem Aufschwung. Im Jahr 1885 wurde die Zeche Iduna endgültig stillgelegt, die Schächte wurden verfüllt und die Tagesanlagen wurden weitestgehend abgebrochen. Das Grubenfeld wurde nun endgültig zur Zeche Friederica zugeschlagen, es fand aber kein Abbau statt. Im Jahr 1910 wurde durch die Zeche Vereinigte Engelsburg im Grubenfeld Iduna abgebaut. Etwa um das Jahr 1925 wurde die Berechtsame zur Zeche Vereinigte Engelsburg zugeschlagen.

## Förderung und Belegschaft
Auf dem Bergwerk wurden Esskohlen abgebaut, die in die nächste Umgebung verkauft wurden. Die ersten Förderzahlen stammen aus dem Jahr 1843, es wurden 852 Tonnen Steinkohle gefördert. Im Jahr 1846 wurden bereits 3087 Tonnen Steinkohle gefördert. Im Jahr 1847 wurden 2416 preußische Tonnen Steinkohle gefördert. Im Jahr 1850 lag die Förderung bei 2091 preußischen Tonnen. Die ersten Belegschaftszahlen stammen aus dem Jahr 1855, in diesem Jahr waren 23 Bergleute auf der Zeche beschäftigt, die eine Förderung von 1592 preußischen Tonnen Steinkohle erbrachten. Im Jahr 1863 sank die Förderung auf 201 Tonnen Steinkohle, diese Förderung wurde von 17 Bergleuten erbracht. Im darauffolgenden Jahr wurden mit 24 Bergleuten 1701 Tonnen Steinkohle gefördert. Im Jahr 1865 wurden mit 48 Bergleuten 3166 Tonnen Steinkohle gefördert. Die maximale Förderung wurde im Jahr 1869 mit 120 Bergleuten erbracht, es wurden 20.829 Tonnen Steinkohle gefördert. Im Jahr 1870 wurden mit 70 Bergleuten 19.547 Tonnen Steinkohle gefördert. Im Jahr 1875 wurden mit 63 Bergleuten 12.732 Tonnen Steinkohle gefördert. Im Jahr 1880 Rückgang der Förderung auf 8640 Tonnen Steinkohle, die Belegschaftszahl ging leicht auf 60 Bergleute zurück. Im Jahr 1884 stieg die Förderung an auf 20.506 Tonnen, diese Förderung wurde von 79 Bergleuten erbracht. Die letzten bekannten Belegschafts- und Förderzahlen des Bergwerks stammen aus dem Jahr 1885, mit 55 Bergleuten wurden 11.509 Tonnen Steinkohle abgebaut.

## Heutiger Zustand
An die Zeche Iduna erinnert noch heute der Idunaweg in Bochum-Weitmar. Ansonsten sind keine Relikte von der Zeche Iduna erhalten geblieben.